# Championnat de Russie de football 2020-2021
Navigation
Édition précédente Édition suivante
CSKA Moscou
Dynamo Moscou
Lokomotiv Moscou
Spartak Moscou
La saison 2020-2021 de Premier-Liga est la vingt-neuvième édition de la première division russe. C'est la dixième édition à suivre un calendrier « automne-printemps » à cheval sur deux années civiles.
Elle démarre le 8 août 2020 pour s'achever le 16 mai 2021, avec une trêve hivernale entre décembre 2020 et février 2021.
Les seize meilleurs clubs du pays sont regroupés au sein d'une poule unique où ils s'affrontent à deux reprises, à domicile et à l'extérieur, jouant chacun 30 rencontres pour un total de 240 matchs.
En fin de saison, le premier au classement est sacré champion de Russie et se qualifie directement pour la phase de groupes de la Ligue des champions 2021-2022, tandis que son dauphin obtient une place dans le troisième tour de qualification de la compétition. Le vainqueur de la Coupe de Russie 2020-2021 est quant à lui qualifié pour la phase de groupes de la Ligue Europa 2021-2022, tandis que le quatrième et le cinquième du championnat se qualifient respectivement pour le troisième et le deuxième tour de qualification de la Ligue Europa Conférence 2021-2022. Si le vainqueur de la Coupe est déjà qualifié pour une compétition européenne d'une autre manière, sa place est redistribuée en championnat et la cinquième place devient alors qualificative.
Dans le bas de classement, les deux derniers du classement sont directement relégués en deuxième division. Le treizième et le quatorzième disputent quant à eux un barrage de relégation face au troisième et au quatrième du deuxième échelon.
Assurant son titre à deux journées de la fin de la saison, le Zénith Saint-Pétersbourg remporte à cette occasion son troisième championnat consécutif, se qualifiant dans la foulée pour la Ligue des champions. Il y est accompagné par son dauphin le Spartak Moscou tandis que le Lokomotiv Moscou complète le podium et obtient un billet pour la Ligue Europa en qualité de vainqueur de la Coupe de Russie. Les deux places qualificatives pour la Ligue Europa Conférence reviennent quant à elles au Rubin Kazan et au FK Sotchi, respectivement quatrième et cinquième. À l'autre bout du classement, les relégués sont le Rotor Volgograd et le FK Tambov, ce dernier disparaissant à l'issue de la saison. En raison de problèmes de licences avec deux des quatre premiers de la deuxième division, les barrages de relégation ne sont finalement pas disputés.
Le titre de meilleur buteur revient à Artyom Dziouba du Zénith Saint-Pétersbourg qui cumule 20 buts marqués sur l'ensemble de la saison, soit un de plus que son coéquipier Sardar Azmoun. Le podium est complété par Jordan Larsson du Spartak Moscou qui a été buteur à 15 reprises. La distinction de meilleur passeur est quant à elle partagée entre Douglas Santos du Zénith et Christian Noboa du FK Sotchi, qui comptabilisent tous les deux sept passes décisives délivrées.

## Participants
Un total de seize équipes participent au championnat, quatorze d'entre elles étant déjà présentes la saison précédente, auxquelles s'ajoutent deux promus de deuxième division, le FK Khimki et le Rotor Volgograd, qui remplacent les relégués Krylia Sovetov Samara et le FK Orenbourg.
Parmi ces clubs, trois d'entre eux n'ont jamais quitté le championnat depuis sa fondation en 1992 : les trois équipes moscovites du CSKA, du Lokomotiv et du Spartak. En dehors de ceux-là, le Zénith Saint-Pétersbourg évolue continuellement dans l'élite depuis la saison 1996 tandis que le Rubin Kazan (2003), l'Akhmat Grozny (2008) et le FK Rostov (2009) sont présents depuis les années 2000.
Légende des couleurs
- Phase de groupes de la Ligue des champions 2020-2021
- Barrages de la Ligue des champions 2020-2021
- Phase de groupes de la Ligue Europa 2020-2021
- Troisième tour de qualification de la Ligue Europa 2020-2021
- Deuxième tour de qualification de la Ligue Europa 2020-2021
- Promu de deuxième division

| Club                     | Présent depuis | Classement 2019-2020 | Entraîneur               | Stade                 | Capacité théorique |
| ------------------------ | -------------- | -------------------- | ------------------------ | --------------------- | ------------------ |
| Zénith Saint-Pétersbourg | 1996           | 1                    | Sergueï Semak            | Stade Krestovski      | 64 287             |
| Lokomotiv Moscou         | 1992           | 2                    | Marko Nikolić            | Stade Lokomotiv       | 28 800             |
| FK Krasnodar             | 2011           | 3                    | Viktor Goncharenko       | Stade de Krasnodar    | 34 291             |
| CSKA Moscou              | 1992           | 4                    | Ivica Olić               | VEB Arena             | 30 000             |
| FK Rostov                | 2009           | 5                    | Valeri Karpine           | Rostov Arena          | 43 472             |
| Dynamo Moscou            | 2017           | 6                    | Sandro Schwarz           | VTB Arena             | 26 700             |
| Spartak Moscou           | 1992           | 7                    | Domenico Tedesco         | Otkrytie Arena        | 42 000             |
| Arsenal Toula            | 2016           | 8                    | Dmytro Parfenov          | Stade Arsenal (en)    | 20 048             |
| FK Oufa                  | 2014           | 9                    | Alekseï Stoukalov        | Stade Neftianik (en)  | 15 234             |
| Rubin Kazan              | 2003           | 10                   | Leonid Sloutski          | Kazan Arena           | 45 379             |
| Oural Iekaterinbourg     | 2014           | 11                   | Iouri Matveïev           | Stade central         | 25 000             |
| FK Sotchi                | 2019           | 12                   | Vladimir Fedotov         | Stade olympique Ficht | 45 000             |
| Akhmat Grozny            | 2008           | 13                   | Andreï Talalaïev         | Akhmad Arena          | 30 597             |
| FK Tambov                | 2019           | 14                   | Sergueï Pervouchine (en) | Mordovia Arena        | 45 000             |
| Rotor Volgograd          | 2020           | 1 (D2)               | Iouri Baturenko          | Volgograd Arena       | 45 568             |
| FK Khimki                | 2020           | 2 (D2)               | Igor Tcherevtchenko      | Arena Khimki          | 18 636             |

1. 1 2 3  N'est ici comptée que la période depuis la fondation du championnat russe en 1992, indépendamment de l'éventuelle présence dans l'ancien championnat soviétique dont il est le successeur.

### Changements d'entraîneur
| Club            | Entraîneur partant     | Date de départ    | Position   | Entraîneur arrivant | Date d'arrivée    |
| --------------- | ---------------------- | ----------------- | ---------- | ------------------- | ----------------- |
| Akhmat Grozny   | Igor Chalimov          | 26 juillet 2020   | Pré-saison | Andreï Talalaïev    | 26 juillet 2020   |
| FK Khimki       | Sergueï Iouran         | 31 juillet 2020   | Pré-saison | Dmitri Gounko (en)  | 1er août 2020     |
| FK Khimki       | Dmitri Gounko (en)     | 21 septembre 2020 | 15e        | Igor Tcherevtchenko | 25 septembre 2020 |
| Dynamo Moscou   | Kirill Novikov (en)    | 29 septembre 2020 | 9e         | Sandro Schwarz      | 14 octobre 2020   |
| FK Oufa         | Vadim Ievseïev         | 7 octobre 2020    | 15e        | Rashid Rahimov      | 11 octobre 2020   |
| Arsenal Toula   | Sergueï Podpaly        | 2 novembre 2020   | 13e        | Dmytro Parfenov     | 2 novembre 2020   |
| Rotor Volgograd | Aliaksandr Khatskevich | 19 mars 2021      | 13e        | Iouri Baturenko     | 20 mars 2021      |
| CSKA Moscou     | Viktor Goncharenko     | 22 mars 2021      | 5e         | Ivica Olić          | 23 mars 2021      |
| FK Krasnodar    | Mourad Moussaïev       | 3 avril 2021      | 10e        | Viktor Goncharenko  | 6 avril 2021      |
| FK Oufa         | Rashid Rahimov         | 3 avril 2021      | 15e        | Alekseï Stoukalov   | 9 avril 2021      |

## Calendrier
Le calendrier de la Premier-Liga est publié le 28 juillet 2020 par la Première Ligue russe (ru). Il s'agît de la neuvième édition de la compétition suivant un calendrier « automne-printemps » à cheval sur deux années, format adopté par la fédération russe pour tous ses championnats professionnels en 2010. La compétition démarre ainsi officiellement le 8 août 2020 pour s'achever le 16 mai 2021. En raison de l'hiver russe très rugueux, celle-ci est entrecoupée d'une trêve hivernale allant du 17 décembre 2020 à l'issue de la vingtième journée au 26 février 2021 qui marque le début du vingt-et-unième tour. Les matchs de championnat se jouent généralement durant le week-end, bien que quelques journées soient placées en cours de semaine, tandis que les rencontres d'une journée sont généralement répartis sur une période de trois à quatre jours.
Le tableau suivant récapitule le calendrier prévisionnel du championnat pour la saison 2020-2021. Les tours de la Coupe de Russie, de Ligue des champions et de Ligue Europa auxquels des clubs de Premier-Liga participent sont également indiqués. 

## Compétition

### Format
Le championnat se compose de seize équipes professionnelles qui s'affrontent chacune deux fois, à domicile et à l'extérieur, pour un total de trente matchs disputés pour chaque équipe.
À l'issue de la saison, le premier au classement remporte la compétition et est désigné champion de Russie. Il obtient dans la foulée une place pour la phase de groupes de la Ligue des champions 2021-2022, tandis que le deuxième se qualifie pour le troisième tour de qualification de cette même compétition. Le troisième au classement est quant à lui éligible pour le troisième tour de qualification de la Ligue Europa Conférence 2021-2022 tandis que le cinquième s'y qualifie pour le deuxième tour de qualification. Le vainqueur de la Coupe de Russie 2020-2021 se voit quant à lui attribuer une place pour la phase de groupes de la Ligue Europa 2021-2022. Si ce dernier est déjà qualifié pour une coupe d'Europe par le biais de son classement, l'ordre des qualifications est décalé d'un rang, de sorte que la cinquième position devienne elle aussi qualificative.
De l'autre côté du classement, les deux derniers à l'issue de la saison sont directement relégués en deuxième division, tandis que le treizième et le quatorzième sont qualifiés pour les barrages de relégation, où ils affrontent le troisième et le quatrième de la division inférieure dans le cadre de confrontations en deux manches afin de déterminer les deux derniers participants à la saison 2021-2022.

### Critères de départage
Les équipes sont classées selon leur nombre de points. Ceux-ci sont attribués selon un barème de trois points pour une victoire, un seul pour un match nul et aucun pour une défaite. Pour départager les équipes à égalité de points, les critères suivants sont appliqués :
1. Résultats lors des confrontations directes (dans l'ordre : nombre de points, matchs gagnés, différence de buts, buts marqués) ;
2. Nombre de matchs gagnés ;
3. Différence de buts générale ;
4. Nombre de buts marqués ;

En cas d'égalité absolue entre deux équipes, même après application des critères précédents, les deux équipes sont départagées par un match d'appui.

### Classement et résultats

#### Classement
| Rang | Équipe                       | Pts | J  | G  | N  | P  | Bp | Bc | Diff |
| ---- | ---------------------------- | --- | -- | -- | -- | -- | -- | -- | ---- |
| 1    | Zénith Saint-Pétersbourg T S | 65  | 30 | 19 | 8  | 3  | 76 | 26 | +50  |
| 2    | Spartak Moscou               | 57  | 30 | 17 | 6  | 7  | 56 | 37 | +19  |
| 3    | Lokomotiv Moscou C           | 56  | 30 | 17 | 5  | 8  | 45 | 35 | +10  |
| 4    | Rubin Kazan                  | 53  | 30 | 16 | 5  | 9  | 42 | 33 | +9   |
| 5    | FK Sotchi                    | 53  | 30 | 15 | 8  | 7  | 49 | 33 | +16  |
| 6    | CSKA Moscou                  | 50  | 30 | 15 | 5  | 10 | 51 | 33 | +18  |
| 7    | Dynamo Moscou                | 50  | 30 | 15 | 5  | 10 | 44 | 33 | +11  |
| 8    | FK Khimki P                  | 45  | 30 | 13 | 6  | 11 | 35 | 39 | -4   |
| 9    | FK Rostov                    | 43  | 30 | 13 | 4  | 13 | 37 | 35 | +2   |
| 10   | FK Krasnodar                 | 41  | 30 | 12 | 5  | 13 | 52 | 45 | +7   |
| 11   | Akhmat Grozny                | 40  | 30 | 11 | 7  | 12 | 36 | 38 | -2   |
| 12   | Oural Iekaterinbourg         | 34  | 30 | 7  | 13 | 10 | 26 | 36 | -10  |
| 13   | FK Oufa                      | 25  | 30 | 6  | 7  | 17 | 26 | 46 | -20  |
| 14   | Arsenal Toula                | 23  | 30 | 6  | 5  | 19 | 28 | 51 | -23  |
| 15   | Rotor Volgograd P            | 22  | 30 | 5  | 7  | 18 | 15 | 52 | -37  |
| 16   | FK Tambov                    | 13  | 30 | 3  | 4  | 23 | 19 | 65 | -46  |

Qualifications européennes
- 1er : phase de groupes
- 2e : troisième tour de qualification
- C : phase de groupes
- 3e : troisième tour de qualification
- 4e : deuxième tour de qualification

Relégation en deuxième division
- 15e et 16e : relégation

Abréviations
- T : Tenant du titre
- C : Vainqueur de la Coupe de Russie
- S : Vainqueur de la Supercoupe de Russie
- P : Promu de deuxième division

1. 1 2  Le Rubin Kazan et le FK Sotchi étant à égalité au regard des confrontations directes, les deux équipes sont départagées selon leur nombre de victoires (16 pour le Rubin contre 15 pour Sotchi).
2. 1 2  Le CSKA Moscou est devant le Dynamo Moscou en vertu des résultats en confrontations directes (une victoire pour chaque équipe, score combiné de 5-4 en faveur du CSKA).
3. 1 2  Du fait de la non-obtention d'une licence de première division par deux des quatre premiers du deuxième échelon, les barrages de relégation sont finalement annulés[8].

#### Résultats
| Résultats (▼dom., ►ext.)                                   | AKH | ARS | CSK | DYN | KHI | KRA | LOK | OUF | OUR | ROS | ROT | RUB | SOT | SPA | TAM | ZEN |
| Akhmat Grozny                                              |     | 2-0 | 0-3 | 1-2 | 3-1 | 2-0 | 0-0 | 3-1 | 2-0 | 0-1 | 3-1 | 0-0 | 0-1 | 2-2 | 3-1 | 2-2 |
| Arsenal Toula                                              | 0-0 |     | 2-1 | 2-0 | 1-1 | 1-0 | 0-3 | 2-3 | 1-0 | 2-3 | 1-1 | 2-4 | 3-2 | 1-2 | 4-0 | 0-0 |
| CSKA Moscou                                                | 2-0 | 5-1 |     | 3-1 | 2-2 | 3-1 | 0-1 | 1-1 | 2-2 | 2-0 | 2-0 | 1-2 | 1-1 | 3-1 | 2-1 | 2-3 |
| Dynamo Moscou                                              | 1-0 | 1-0 | 3-2 |     | 0-1 | 2-0 | 5-1 | 4-0 | 2-2 | 2-0 | 0-0 | 0-1 | 3-1 | 1-2 | 2-0 | 1-0 |
| FK Khimki                                                  | 1-2 | 1-0 | 0-2 | 1-0 |     | 1-0 | 3-2 | 2-1 | 1-0 | 1-0 | 1-1 | 2-0 | 0-0 | 2-3 | 1-0 | 0-2 |
| FK Krasnodar                                               | 0-5 | 2-0 | 1-1 | 2-3 | 7-2 |     | 5-0 | 1-0 | 2-2 | 1-1 | 5-0 | 3-1 | 1-3 | 1-3 | 1-0 | 2-2 |
| Lokomotiv Moscou                                           | 2-3 | 1-0 | 2-0 | 0-0 | 2-1 | 1-0 |     | 1-0 | 1-0 | 4-1 | 1-2 | 3-1 | 3-1 | 2-0 | 1-0 | 0-0 |
| FK Oufa                                                    | 3-0 | 2-1 | 0-1 | 1-1 | 1-2 | 0-3 | 0-1 |     | 1-2 | 0-1 | 0-0 | 0-3 | 2-3 | 1-1 | 4-0 | 0-0 |
| Oural Iekaterinbourg                                       | 1-1 | 2-0 | 0-2 | 0-2 | 3-1 | 1-0 | 1-1 | 0-0 |     | 1-0 | 1-0 | 0-1 | 1-0 | 2-2 | 0-0 | 1-1 |
| FK Rostov                                                  | 3-0 | 1-0 | 1-3 | 4-1 | 0-2 | 1-3 | 0-0 | 0-1 | 1-0 |     | 3-0 | 0-1 | 0-0 | 2-3 | 2-0 | 0-2 |
| Rotor Volgograd                                            | 1-0 | 1-0 | 0-1 | 0-3 | 0-0 | 0-3 | 0-2 | 1-0 | 0-0 | 0-4 |     | 1-3 | 1-2 | 0-1 | 0-2 | 0-2 |
| Rubin Kazan                                                | 1-1 | 3-1 | 1-0 | 2-0 | 1-3 | 0-1 | 0-2 | 3-0 | 1-1 | 0-2 | 1-1 |     | 1-0 | 0-2 | 2-2 | 2-1 |
| FK Sotchi                                                  | 2-0 | 4-0 | 2-1 | 2-0 | 1-1 | 1-1 | 2-1 | 1-1 | 0-0 | 4-2 | 2-1 | 3-2 |     | 1-0 | 5-0 | 1-2 |
| Spartak Moscou                                             | 2-0 | 2-1 | 1-0 | 1-1 | 2-1 | 6-1 | 2-1 | 0-3 | 5-1 | 0-1 | 2-0 | 0-2 | 2-2 |     | 5-1 | 1-1 |
| FK Tambov                                                  | 0-1 | 1-1 | 1-2 | 1-2 | 1-0 | 0-4 | 2-5 | 2-0 | 1-1 | 0-1 | 1-3 | 0-1 | 0-1 | 0-2 |     | 1-5 |
| Zénith Saint-Pétersbourg                                   | 4-0 | 3-1 | 2-1 | 3-1 | 2-0 | 3-1 | 6-1 | 6-0 | 5-1 | 2-2 | 6-0 | 1-2 | 3-1 | 3-1 | 4-1 |     |
| - Victoire à domicile - Match nul - Victoire à l'extérieur |     |     |     |     |     |     |     |     |     |     |     |     |     |     |     |     |

### Barrages de relégation
Le treizième et le quatorzième du championnat devaient affronter respectivement le quatrième et le troisième de la deuxième division à la fin de la saison dans le cadre d'un barrage aller-retour. Du fait de la non-obtention d'une licence de première division par deux des quatre premiers du deuxième échelon, les barrages de relégation sont finalement annulés.

## Résumé de la saison

### Première partie de saison

#### Le Zénith en tête - Journées 1 à 5
Jouée entre le 8 et le 11 août 2020, soit un peu plus de deux semaines après la fin de la saison précédente, la première journée du championnat 2020-2021 voit notamment six rencontres s'achever sur des victoires à l'extérieur tandis que les deux matchs restants donnent lieu à des résultats nuls. Parmi les équipes victorieuses, Krasnodar enregistre le meilleur résultat avec une victoire 3-0 à Oufa qui lui permet de prendre la place de leader. Les autres clubs qui s'imposent lors de ce tour sont le CSKA, le Dynamo et le Lokomotiv Moscou ainsi que le Zénith Saint-Pétersbourg, tous les quatre sur le score de 2-0, et enfin le Rostov qui gagne 1-0 contre Tambov. Les résultats nuls concernent quant à eux l'Akhmat Grozny et l'Arsenal Toula (0-0) ainsi que le Spartak Moscou et le FK Sotchi (2-2),,.
La domination de Krasnodar s'avère de très courte durée, l'équipe étant vaincue dès le tour suivant sur les terres du Lokomotiv Moscou (0-1). Ce résultat profite notamment au Zénith Saint-Pétersbourg qui prend la première position après sa victoire à l'extérieur contre Rostov (2-0) tandis que le CSKA Moscou est la troisième équipe à remporter ses deux premiers matchs de la saison après son succès contre Tambov (2-1). Dans le même temps, les promus Khimki et le Rotor Volgograd concèdent tous les deux le match nul face à Sotchi (1-1) et au Dynamo Moscou respectivement (0-0). Les autres matchs de la deuxième journée voient quant à eux le Spartak Moscou s'impose contre l'Akhmat Grozny (2-0) tandis que l'Arsenal Toula tombe chez lui contre Oufa (2-3) et que le Rubin Kazan et l'Oural Iekaterinbourg se neutralisent (1-1).
Vainqueur du CSKA Moscou (2-1) et profitant du match nul du Lokomotiv Moscou contre l'Oural Iekaterinbourg (1-1), le Zénith Saint-Pétersbourg confirme sa première position à l'issue de la troisième journée avec un bilan de trois victoires en trois matchs. Dans le même temps, le Dynamo Moscou se place en deuxième position après sa victoire contre Rostov (2-0) pendant que Krasnodar l'emporte contre l'Arsenal Toula (2-0) et revient à la quatrième place. En parallèle, le Spartak Moscou et Oufa se neutralisent (1-1). Dans le bas du classement, le Rotor Volgograd, le FK Khimki et le Rubin Kazan sont respectivement battus par l'Akhmat Grozny (1-3), le FK Tambov (0-1) et le FK Sotchi (2-3) et comptent, en compagnie de l'Arsenal Toula, un seul point, occupant alors les quatre places de relégables,.
Le leader poursuit sur sa lancée au tour suivant en s'imposant largement contre Tambov (4-1) et porte son avance à quatre points avec la deuxième position, tirant avantage des contre-performances de ses poursuivants ; Krasnodar, le CSKA, le Dinamo et le Lokomotiv Moscou étant en effet battus respectivement par l'Oural Iekaterinbourg (0-1), le Rubin Kazan (1-2), l'Arsenal Toula (0-2) et le Spartak Moscou (1-2). Ce dernier en profite d'ailleurs pour monter sur le podium en compagnie de Sotchi, vainqueur quant à lui du Rotor Volgograd (2-1). Les deux autres résultats de la quatrième journée voient l'Akhmat Grozny et Rostov s'imposer face à Khimki (2-1) et Oufa (1-0),.
La série parfaite du Zénith Saint-Pétersbourg s'achève finalement à l'issue de la cinquième journée, alors que le tenant du titre connaît la défaite pour la première fois depuis le mois de septembre 2019 sur la pelouse du Dynamo Moscou (0-1). Derrière, le Spartak Moscou et le FK Sotchi enchaînent quant à eux respectivement contre le Rotor Volgograd (1-0) et le FK Tambov pour revenir à un point du leader. Parmi les autres principales écuries du championnat, le Lokomotiv Moscou tombe pour la deuxième fois de suite face à l'Akhmat Grozny tandis que Krasnodar et le CSKA Moscou se tiennent en échec (1-1) et que Rostov s'impose devant l'Oural Iekaterinbourg. Les autres résultats de ce tour voient quant à eux le Rubin Kazan s'imposer largement aux dépens du FK Oufa (3-0) pendant que l'Arsenal Toula et FK Khimki font match nul (1-1).

#### Lutte en tête entre le Zénith et le Spartak - Journées 6 à 10
Le leadership du championnat finit par changer de main à l'issue de la sixième journée, alors que le Zénith Saint-Pétersbourg connaît une deuxième contre-performance de suite en étant tenu en échec sur les terres du Lokomotiv Moscou (0-0) tandis que le Spartak Moscou s'impose face à l'Arsenal Toula pour prendre la première place (2-1). La série victorieuse de Sotchi s'achève quant à elle avec un match nul contre l'Oural Iekaterinbourg (0-0) alors que le Dynamo Moscou est à son tour neutralisé par Oufa (1-1). Dans le même temps, le CSKA Moscou se replace au classement en l'emportant largement à l'extérieur contre l'Akhmat Grozny (3-0) tandis que Rostov et Krasnodar échouent à se départager (1-1). Dans le bas du classement, Khimki et le Rotor Volgograd font également match nul (1-1), de même que Tambov et le Rubin Kazan (2-2), pour un total de six matchs nuls en huit rencontres sur l'ensemble du sixième tour,.
Au sortir de la trêve internationale du début du mois de septembre, la première position repasse immédiatement dans les mains du Zénith, qui s'impose à domicile contre l'Arsenal Toula (3-1) et profite de la défaite du Spartak sur la pelouse du CSKA (1-3). Dans le même temps Sotchi retrouve quant à lui la deuxième position après sa victoire contre l'Akhmat Grozny (1-0) et demeure la seule équipe encore invaincue à l'issue du septième tour. Les autres rencontres du milieu de classement voient le Rubin Kazan l'emporter à l'extérieur contre le Dynamo Moscou (1-0) alors que Rostov et le Lokomotiv Moscou se tiennent en échec (0-0). Dans la lutte pour le maintien, le FK Tambov réussit à sortir de la zone rouge grâce à sa victoire face à Oufa (2-0) tandis que Khimki est battu par l'Oural Iekaterinbourg (1-3),. La confrontation entre le Rotor Volgograd et Krasnodar est quant à elle annulée sur décision du Rospotrebnadzor en raison de la détection de plusieurs cas de Covid-19 au sein de l'effectif du Rotor. Le match est par la suite comptabilisé comme une victoire technique 3-0 en faveur de Krasnodar.
La journée suivante est quant à elle marquée par le match nul du Zénith Saint-Pétersbourg, tenu en échec par l'Oural Iekaterinbourg (1-1) tandis que le Spartak Moscou l'emporte sur la pelouse du Rubin Kazan (2-0) et revient à son niveau. Dans le même temps, le FK Sotchi concède sa première défaite de la saison à l'extérieur face à l'Arsenal Toula (2-3) et perd sa troisième place au profit du CSKA Moscou, victorieux quant à lui sur les terres d'Oufa (1-0). Alors que le Dynamo et le Lokomotiv Moscou remportent de courtes victoires contre l'Akhmat Grozny (1-0) et le FK Tambov (1-0), c'est FK Krasnodar qui signe la performance la plus notable en s'imposant largement face à Khimki sur le score de 7 buts à 2. Cette dernière défaite, couplée au mauvais début de saison du club, entraîne dans la foulée le départ de l'entraîneur Dmitri Gounko (en) et son remplacement par Igor Tcherevtchenko. Le match du Rotor Volgograd contre Rostov est quant à lui annulé pour la même raison que lors de la journée précédente, les Volgogradois se voyant dans la foulée infligés une deuxième défaite technique de suite.
Victorieux respectivement contre Oufa (6-0) et Tambov (2-0) durant le neuvième tour, le Zénith et le Spartak continuent leur lutte serrée pour la première place. Dans le même temps, le CSKA Moscou quitte le podium après sa défaite à domicile contre le Lokomotiv (0-1) au profit de Rostov, qui s'est imposé sur la pelouse de l'Arsenal Toula (3-2). L'autre confrontation du haut de classement entre Sotchi et Krasnodar s'achève quant à elle sur un match nul 1-1. Dans le bas de tableau, Khimki enregistre sa première victoire de la saison aux dépens du Dynamo Moscou (1-0), un résultat qui amène dans la foulée au départ l'entraîneur moscovite Kirill Novikov (en) alors que le club connaît un début de saison difficile marqué notamment par une élimination prématurée en Ligue Europa. Pendant ce temps, le Rotor Volgograd reste la seule équipe à ne pas enregistrer le moindre succès à ce stade de la saison après son revers contre le Rubin Kazan (1-3) et reste dernier au classement avec seulement deux points. La dernière rencontre de la neuvième journée voit quant à elle l'Akhmat Grozny s'imposer face à l'Oural Iekaterinbourg (2-0),.
La dixième journée est principalement marquée par la confrontation entre les deux premiers au classement, le Zénith Saint-Pétersbourg et le Spartak Moscou. S'affrontant sur la pelouse de ce dernier, les deux équipes se neutralisent finalement sur le score de 1-1 et restent à égalité de points avec 21 unités chacun, bien que le Zénith conserve l'avantage en vertu des autres critères de classement. Pendant ce temps, le Rostov est battu par le FK Sotchi (2-4) et sort du podium au profit du CSKA Moscou qui retrouve la troisième place après son succès à l'extérieur contre l'Oural Iekaterinbourg (2-0) tandis que Sotchi se place quatrième, les deux pontant à 19 points à deux unités du duo de tête. Juste derrière, le Lokomotiv Moscou remporte sa troisième victoire de suite contre Khimki (2-1) et remonte à un point du podium. Le Dynamo Moscou revient lui aussi à portée des premières places en s'imposant contre Krasnodar (2-0) pour se placer à 17 unités en compagnie de Rostov. Dans le bas du classement, les deux derniers Oufa et le Rotor Volgograd se tiennent mutuellement en échec (0-0), de même pour Tambov et l'Arsenal Toula (0-0) qui restent premiers relégable et non-relégable avec respectivement 8 et 9 points. L'autre résultat de ce tour concerne l'Akhmat Grozny et le Rubin Kazan, les deux équipes du milieu de classement faisant eux aussi match nul (1-1),. À l'issue de cette journée, l'entraîneur d'Oufa Vadim Ievseïev quitte ses fonctions après le mauvais début de saison du club et est remplacé dans la foulée par Rashid Rahimov. La trêve internationale qui s'ensuit voit quant à elle la nomination de l'Allemand Sandro Schwarz à la tête du Dynamo Moscou.

#### Le CSKA prend l'avantage - Journées 11 à 15
Au sortir de la trêve internationale du mois d'octobre, le duo de tête retrouve le chemin de la victoire au cours du onzième tour, le Zénith Saint-Pétersbourg s'imposant contre Sotchi (3-1) tandis que le Spartak Moscou l'emporte sur la pelouse de Khimki (2-1). Dans le même temps, le CSKA Moscou sort vainqueur du derby face au Dynamo Moscou (3-1) tandis que le Lokomotiv Moscou remporte son quatrième succès de suite contre Oufa (1-0) et reste à portée directe de la première place. Juste derrière, Rostov et Krasnodar s'imposent respectivement face à l'Akhmat Grozny (3-0) et au Rubin Kazan (3-1) pour rejoindre Sotchi dans la course aux places européennes. Dans le bas du classement, le Rotor Volgograd reste toujours dernier et sans victoire après son revers à domicile contre Tambov (0-2), ce dernier profitant de ce résultat pour sortir de la zone rouge aux dépens de l'Oural Iekaterinbourg, battu quant à lui par l'Arsenal Toula (0-1),.
La première place finit par changer de main au cours de la douzième journée, le Spartak Moscou profitant de la défaite à domicile du Zénith face au Rubin Kazan (1-2) pour prendre seul la tête du championnat en s'imposant sur la pelouse de Krasnodar (3-1). Le CSKA Moscou profite également de cette contre-performance pour monter en deuxième position grâce à sa large victoire contre l'Arsenal Toula (5-1), faisant ainsi chuter l'ancien leader au troisième rang. Défait quant à lui sur ses terres par le Rotor Volgograd (1-2), qui remporte à cette occasion son premier match de la saison, le Lokomotiv Moscou se place alors à trois points du podium et six de la première position. Juste derrière, le Dynamo Moscou s'impose face à Sotchi pour revenir à une unité de la quatrième place, rejoignant Rostov qui s'est incliné devant Khimki (0-2). Dans le bas du classement, les résultats du Rotor et de Khimki font chuter Oufa en dernière position, ce dernier concédant alors un dixième match de suite sans victoire sur la pelouse de l'Akhmat Grozny (1-3). L'opposition entre l'Oural Iekaterinbourg et Tambov s'achève quant à elle sur un match nul et vierge (0-0),.
La domination du Spartak Moscou s'avère de courte durée, ce dernier étant battu dès le tour suivant à domicile par le FK Rostov (0-1), laissant la première place au CSKA Moscou, vainqueur du Rotor Volgograd (1-0), tandis que le Zénith Saint-Pétersbourg revient au deuxième rang grâce à son succès sur la pelouse du FK Khimki (2-0). Derrière, le Dynamo Moscou s'impose sur les terres du FK Tambov (2-1) et rejoint Rostov à quatre points du podium, prenant la quatrième position à la faveur des confrontations directes. Les autres rencontres voient la victoire du FK Sotchi face au Lokomotiv Moscou (2-1) tandis que l'Akhmat Grozny fait tomber le FK Krasnodar (2-0). Enfin, l'Oural Iekaterinbourg s'impose sur la pelouse du FK Oufa (2-1) et sort de la zone rouge aux dépens de l'Arsenal Toula, battu quant à lui par le Rubin Kazan (1-3),. Ce dernier résultat amène dans la foulée au renvoi de l'entraîneur de l'Arsenal Sergueï Podpaly, remplacé par Dmytro Parfenov.
À l'issue de la quatorzième journée, le CSKA Moscou parvient à conserver la première position en l'emportant face à Rostov (2-0), tandis que le Zénith Saint-Pétersbourg s'impose contre Krasnodar (3-1). Dans le même temps, le Spartak Moscou concède le match nul sur la pelouse de l'Oural Iekaterinbourg (2-2) et retombe à trois points de la première place, tandis que le Dynamo Moscou revient à seulement deux unités du podium après sa large victoire sur le Lokomotiv Moscou (5-1). Dans le bas du classement, Oufa et Sotchi (1-1) ainsi que l'Arsenal Toula et le Rotor Volgograd (1-1) se tiennent respectivement en échec tandis que la victoire de Khimki face au Rubin Kazan (2-0) lui permet d'afficher une avance de cinq points sur la zone de relégation directe ainsi que de revenir au niveau de Tambov, battu sur ses terres par l'Akhmat Grozny (0-1),.
Marquant la fin de la phase aller, le tour suivant voit cette fois l'intégralité du trio de tête faire match nul. Le CSKA Moscou et le Spartak Moscou sont ainsi tenus en échec à domicile par le FK Sotchi (1-1) et le Dynamo Moscou (1-1) tandis que le Zénith Saint-Pétersbourg est accroché sur la pelouse de l'Akhmat Grozny (2-2). Derrière, le FK Rostov s'impose à l'extérieur face au Rubin Kazan (2-0) et revient à trois points du podium. En ce qui concerne la lutte pour le maintien, le FK Khimki l'emporte sur les terres du FK Oufa (2-1) et sort de la zone de relégation pour la première fois depuis la première journée, dépassant l'Arsenal Toula et le FK Tambov, battus de leurs côtés par le Lokomotiv Moscou (0-1) et le FK Krasnodar (0-1). Le Rotor Volgograd doit quant à lui se contenter d'un match nul et vierge face à l'Oural Iekaterinbourg (0-0),.

#### Le Zénith champion d'automne - Journées 16 à 19
Pour la première journée de la phase retour, le CSKA Moscou finit par perdre son fauteuil de leader après sa défaite sur la pelouse du Rubin Kazan (0-1), ce revers profitant au Zénith Saint-Pétersbourg qui repasse devant malgré un nouveau match nul contre l'Arsenal Toula (0-0). En parallèle, le Spartak Moscou s'impose de son côté face au Rotor Volgograd (2-0) pour revenir au niveau du duo de tête, les trois s'établissant ainsi à 32 points chacun. Plus bas au classement, le FK Rostov bat le Dynamo Moscou (4-1) et prend ainsi la quatrième position, se plaçant à trois points des premières places. Dans le même temps, le FK Sotchi est battu à l'extérieur par l'Oural Iekaterinbourg (0-1) tandis que l'Akhmat Grozny et le Lokomotiv Moscou se neutralisent (0-0). Vainqueur de Krasnodar (1-0), Khimki enchaîne quant à lui un troisième succès consécutif et prend une avance de quatre points sur la relégation. La confrontation entre Oufa et Tambov s'achève quant à elle sur une large victoire des Oufiens (4-0) qui reviennent à deux points des places de barrages, laissant le Rotor Volgograd en dernière position.
Lors du tour suivant, tandis que le CSKA Moscou enchaîne une nouvelle contre-performance face à Khimki (2-2), le Zénith Saint-Pétersbourg et le Spartak Moscou remportent quant à eux deux larges victoires contre l'Oural Iekaterinbourg (5-1) et Tambov (5-1) pour reprendre une avance de deux points en tête du classement. De son côté, le Dynamo Moscou bat l'Arsenal Toula (1-0) et remonte en quatrième position à trois points du podium, prenant la place de Rostov battu de son côté par Oufa (0-1). Le Lokomotiv Moscou et Sotchi sortent s'imposent également lors de leurs rencontres face au Rubin Kazan (3-1) et l'Akhmat Grozny (2-0) pour revenir à moins de trois unités des places européennes. Dans le bas de classement, le succès d'Oufa lui permet de sortir de la zone de relégation directe tandis que le Rotor Volgograd subit un large revers sur la pelouse de Krasnodar (0-5) et prend un retard de cinq points sur le premier barragiste,.
La dix-huitième journée s'accompagne d'une nouvelle victoire du Zénith Saint-Pétersbourg aux dépens du Dynamo Moscou (3-1), qui profite ainsi du revers du Spartak Moscou à Sotchi (1-0) et du nouveau match nul du CSKA Moscou contre l'Oural Iekaterinbourg (2-2) pour s'assurer le titre de champion d'automne. La défaite du Dynamo fait également les affaires de Rostov qui reprend la quatrième place avec son succès sur la pelouse de l'Akhmat Grozny (1-0) tandis que Sotchi revient à deux points. Dans le milieu du classement, le FK Krasnodar remporte un large succès face au Lokomotiv Moscou (5-0). Concernant la lutte pour le maintien, le Rotor Volgograd remporte son deuxième match de la saison face à Oufa (1-0) et revient à deux points des barrages tandis que Tambov et l'Arsenal Toula connaissent la défaite face au Rubin Kazan (0-1) et Khimki (0-1), ce qui place le premier relégable à six points du maintien,.
Marquant la fin de la première partie de saison, la dix-neuvième manche du championnat est marquée par le choc au sommet entre le Zénith Saint-Pétersbourg et le Spartak Moscou, qui s'achève par la victoire de cette première équipe (3-1) qui conforte ainsi sa première position. Dans le même temps, le CSKA Moscou s'impose sur la pelouse de Rostov (3-1) et repasse deuxième à quatre points du leader tandis que Sotchi l'emporte face au Dynamo Moscou (3-1) et prend la quatrième position. Dans le bas de classement, le Rotor Volgograd remporte un deuxième succès d'affilée aux dépens de l'Arsenal Toula (1-0) et passe en treizième position, quittant la zone de relégation directe pour la première fois de la saison. Oufa est quant à lui battu par Krasnodar (0-1) tandis que Tambov est tenu en échec par l'Oural Iekaterinbourg et devient la nouvelle lanterne rouge du championnat. Plus haut, le FK Khimki continue pour sa part sur sa lancée avec un nouveau succès face au Lokomotiv Moscou (3-2) et prend ainsi prendre une avance de onze points sur la zone rouge. Enfin, la rencontre entre l'Akhmat Grozny et le Rubin Kazan se conclut sur un match nul et vierge (0-0).

#### Classement à la trêve hivernale
Alors que le championnat entame une longue trêve hivernale de deux mois et demi jusqu'à la fin du mois de février 2021, le classement à l'issue de cette première partie de saison est dominé par le Zénith Saint-Pétersbourg, champion en titre, qui cumule 41 points en dix-neuf journées. Ce total lui permet d'afficher une avance de quatre unités sur le CSKA Moscou et six sur le Spartak Moscou qui complètent pour leur part le podium. Au-delà de ce trio de tête, la quatrième position est occupée par le FK Sotchi avec 33 points, soit un de plus que le FK Rostov et trois de plus que le duo Dynamo Moscou-FK Krasnodar, qui se placent tous à portée directe des places européennes. Dans le milieu du classement se retrouvent le Lokomotiv Moscou et le Rubin Kazan à 28 points, suivis de l'Akhmat Grozny à deux unités derrière et du FK Khimki, qui totalise 25 points et reste sur un bilan de six victoires lors de ses huit derniers matchs. Premier non-relégable avec 21 points, l'Oural Iekaterinbourg affiche malgré tout une avance confortable de sept points sur la zone rouge. Les quatre relégables sont pour leur part très serrés, le Rotor Volgograd et l'Arsenal Toula étant les deux barragistes à 14 points tandis que le FK Oufa et le FK Tambov occupent les deux dernières places avec un seul point de déficit.
| Rang | Équipe                       | Pts | J  | G  | N | P  | Bp | Bc | Diff |
| ---- | ---------------------------- | --- | -- | -- | - | -- | -- | -- | ---- |
| 1    | Zénith Saint-Pétersbourg T S | 41  | 19 | 12 | 5 | 2  | 43 | 15 | +28  |
| 2    | CSKA Moscou                  | 37  | 19 | 11 | 4 | 4  | 35 | 17 | +18  |
| 3    | Spartak Moscou               | 35  | 19 | 10 | 5 | 4  | 33 | 21 | +12  |
| 4    | FK Sotchi                    | 33  | 19 | 9  | 6 | 4  | 28 | 22 | +6   |
| 5    | FK Rostov                    | 32  | 19 | 10 | 2 | 7  | 24 | 20 | +4   |
| 6    | Dynamo Moscou                | 30  | 19 | 9  | 3 | 7  | 24 | 21 | +3   |
| 7    | FK Krasnodar                 | 30  | 19 | 9  | 3 | 7  | 35 | 19 | +16  |
| 8    | Lokomotiv Moscou             | 28  | 19 | 8  | 4 | 7  | 21 | 25 | -4   |
| 9    | Rubin Kazan                  | 28  | 19 | 8  | 4 | 7  | 23 | 24 | -1   |
| 10   | Akhmat Grozny                | 26  | 19 | 7  | 5 | 7  | 19 | 21 | -2   |
| 11   | FK Khimki P                  | 25  | 19 | 7  | 4 | 8  | 24 | 30 | -6   |
| 12   | Oural Iekaterinbourg         | 21  | 19 | 4  | 9 | 6  | 16 | 23 | -7   |
| 13   | Rotor Volgograd P            | 14  | 19 | 3  | 5 | 11 | 9  | 30 | -21  |
| 14   | Arsenal Toula                | 14  | 19 | 3  | 5 | 11 | 17 | 30 | -13  |
| 15   | FK Oufa                      | 13  | 19 | 3  | 4 | 12 | 14 | 31 | -17  |
| 16   | FK Tambov                    | 13  | 19 | 3  | 4 | 12 | 13 | 29 | -16  |

### Deuxième partie de saison

#### Trêve hivernale
En trêve pendant deux mois et demi entre le 18 décembre 2020 et le 26 février 2021, le championnat reprend officiellement lors de la vingt journée qui démarre à ce dernier jour. À partir de là, les onze dernières journées sont disputées jusqu'au 16 mai 2021, date de la trentième et dernière manche, après quoi sont disputés les barrages de promotion contre les équipes de deuxième division qui marquent la fin de la saison.
Cette période creuse est principalement marquée par les difficultés financières croissantes du FK Tambov, qui souffre notamment des pertes liées à la pandémie de Covid-19 ainsi que du retrait de la contribution de l'oblast de Tambov,. La participation du club à la deuxième partie de saison s'avère ainsi incertaine pendant un temps avant d'être finalement confirmée le 19 février, une semaine avant la reprise.

#### Le Zénith s'envole - Journées 20 à 25
La vingtième journée, et par extension la deuxième partie de saison, démarre le 26 février 2021 par une confrontation de bas de classement avec la réception du Rotor Volgograd par le FK Tambov qui s'achève par la victoire des visiteurs (2-1) qui reviennent à cinq points du maintien et de l'Oural Iekaterinbourg, tenu en échec sur la pelouse de Krasnodar (2-2). Les deux autres relégables le FK Oufa et l'Arsenal Toula s'inclinent pour leur part sur les pelouses du FK Khimki (1-2) et du FK Sotchi (0-4). Dans le haut du classement, le FK Rostov parvient à décrocher le match nul sur le terrain du Zénith Saint-Pétersbourg (2-2). Cette contre-performance du leader ne profite cependant ni au CSKA Moscou, battu à l'extérieur par le Lokomotiv Moscou (0-2), ni au Spartak Moscou, qui s'incline sur ses terres face au Rubin Kazan (0-2) et perd même la troisième position au profit de Sotchi. Enfin, le Dynamo Moscou s'impose à l'extérieur contre l'Akhmat Grozny (2-1) pour revenir à trois unités du podium,.
Le tour suivant est marqué par une nouvelle contre-performance du Zénith, qui s'incline cette fois sur la pelouse du Rubin Kazan (1-2). Ses deux poursuivants directs tirent cette fois avantage de ce résultat, le CSKA l'emportant contre l'Akhmat Grozny (2-0) de même que le Spartak qui signe une large victoire à domicile contre Krasnodar (6-1) pour revenir à respectivement deux et quatre points de la première place. Sotchi est pour sa part tenu en échec sur la pelouse de Rostov (0-0) tandis que le Dynamo et le Lokomotiv Moscou s'imposent contre les deux relégables Tambov (2-0) et l'Arsenal Toula (3-0). Les deux confrontations de bas de classement entre le Rotor Volgograd et Khimki et entre Oufa et l'Oural Iekaterinbourg s'achèvent quant à elles sur deux autres résultats nuls et vierges,.
Le leader retrouve finalement le chemin de la victoire lors de la vingt-deuxième journée en s'imposant largement à domicile contre l'Akhmat Grozny (4-0), et parvient également à reprendre une certaine avance sur la concurrence en profitant de la défaite du CSKA Moscou sur la pelouse de l'Arsenal Toula (1-2). Le derby moscovite entre le Dynamo et le Spartak s'achève quant à lui sur un succès de cette dernière équipe (2-1) qui retrouve la deuxième place à quatre points du Zénith Saint-Pétersbourg. Le Lokomotiv Moscou et le Rubin Kazan réalisent eux aussi deux belles opérations face à Sotchi (3-1) et Oufa (3-0) pour revenir à trois unités du podium. À l'autre bout du classement, le Rotor Volgograd s'incline sur la pelouse de l'Oural Iekaterinbourg (0-1), creusant l'écart entre la zone rouge et le maintien à au moins huit points, tandis que Tambov est sèchement battu sur ses terres par Krasnodar (0-4). Un dernier match voit s'opposer Khimki et Rostov et s'achève par une victoire de cette première équipe (1-0),.
La manche suivante, la dernière avant la trêve internationale de mars, est notamment marquée par la réception du Zénith Saint-Pétersbourg par le CSKA Moscou. Cette rencontre s'achève sur un score prolifique de 3 buts à 2 en faveur des visiteurs qui leur permet de continuer sur leur lancée. Elle marque également la fin du mandat de Viktor Goncharenko, qui quitte ses fonctions sur un bilan d'une victoires pour trois défaites depuis la reprise, étant remplacé dans la foulée par Ivica Olić. Le Spartak Moscou enchaîne quant à lui une troisième succès d'affilée contre l'Oural Iekaterinbourg (5-1) et reste dans le sillage du leader. Dans le même temps, les victoires successives du Lokomotiv Moscou face à Oufa (1-0) et de Sotchi contre Tambov (5-0) permet à ces deux équipes de dépasser le CSKA au classement, ce dernier chutant à la cinquième place. La dernière équipe moscovite du Dynamo remporte elle aussi un succès de rang sur la pelouse de Krasnodar (3-2) pour revenir à un point du podium. Tandis que la confrontation de milieu de tableau entre Rubin Kazan et Khimki s'achève sur la victoire de cette dernière équipe (3-1), qui signe là son dixième match sans défaite depuis le 1er novembre, les deux barragistes le Rotor Volgograd et l'Arsenal Toula sont tous les deux battus par Rostov (0-4) et l'Akhmat Grozny (0-2),. Cette défaite du Rotor est suivie dans la foulée par le départ de son entraîneur Aliaksandr Khatskevich, qui est remplacé par Iouri Baturenko.
Après une pause de deux semaines, la reprise du championnat est marquée par de nombreux succès en haut de classement, le Zénith Saint-Pétersbourg et le Spartak Moscou s'imposant respectivement face à Khimki (2-0) et Rostov (3-2) pour conserver leur avance aux deux premières places. Les trois autres équipes moscovites du Lokomotiv, du CSKA et du Dynamo l'emportent quant à elles aux dépens d'équipes relégables, respectivement le Rotor Volgograd (2-0), le FK Tambov (2-1) et le FK Oufa (4-0), et occupent le reste du top 5 au terme du vingt-quatrième tour. Le large revers des Oufiens est suivi par la démission de l'entraîneur Rashid Rahimov après six mois en poste et son remplacement par Alekseï Stoukalov qui arrive du Veles Moscou en deuxième division. La dernière rencontre de haut de classement entre le Rubin Kazan et Sotchi s'achève quant à elle par le succès des Kazanais (1-0) qui remontent en sixième place à égalité avec leur adversaire du jour. En deuxième partie de tableau, l'Oural Iekaterinbourg parvient à l'emporter contre l'Arsenal Toula (2-0) et marque ainsi un écart de onze points entre la zone rouge et le maintien. Enfin, l'Akhmat Grozny réalise une performance majeure en s'imposant sur le large score de 5-0 à Krasnodar,. Cette lourde défaite, qui ancre le FK Krasnodar en dixième position à neuf unités des places européennes, amène elle aussi au départ volontaire de l'entraîneur Mourad Moussaïev. Ce dernier est rapidement remplacé par Viktor Goncharenko qui reprend du service un peu plus de deux semaines après son départ du CSKA.
Tandis que le Zénith remporte un nouveau succès sur la pelouse de Sotchi (2-1), la vingt-cinquième journée est principalement marquée par le derby moscovite entre les deux autres pensionnaires du podium, le Lokomotiv et le Spartak. Cette confrontation s'achève finalement sur la victoire des Cheminots (2-0) qui reviennent à un point de la deuxième place et permettent au leader de prendre une avance de sept points en tête du classement. Pendant ce temps, le CSKA Moscou s'impose face au Rotor Volgograd pour rester à hauteur du Lokomotiv (2-0) tandis que le Rubin Kazan l'emporte contre Rostov (1-0) et prend la cinquième place au Dynamo Moscou, tenu en échec par l'Oural Iekaterinbourg (2-2). Dans la zone rouge, en complément de la défaite du Rotor, Tambov subit une sixième défaite d'affilée sur les terres de Khimki (0-1) tandis que l'Arsenal Toula et Oufa ressortent victorieux de leurs matchs contre Krasnodar (1-0) et l'Akhmat Grozny (3-0).

#### Fin de saison - Journées 26 à 30
Marquant le début du sprint final, la vingt-sixième journée voit notamment le Zénith Saint-Pétersbourg être tenu en échec à Krasnodar (2-2), tandis que le Spartak Moscou s'incline lourdement à domicile face à Oufa (0-3). Ces deux résultats font les affaires du Lokomotiv Moscou, qui enchaîne un septième succès consécutif face à Rostov (4-1) pour prendre la deuxième position au Spartak et revenir à six points du premier. Juste derrière, le Rubin Kazan et le Dynamo Moscou s'imposent sur les pelouses de l'Oural Iekaterinbourg (1-0) et du Rotor Volgograd (3-0) pour se placer à un point du troisième et au niveau du CSKA Moscou, qui est quant à lui battu à l'extérieur par Sotchi (1-2) qui maintient ainsi ses chances de qualification européenne. En milieu de classement, l'Akhmat Grozny bat Khimki sur le score de 3-1. Enfin, au niveau des relégables, le résultat d'Oufa lui permet d'entrer dans la zone des barragistes aux dépens du Rotor tandis que l'Arsenal Toula l'emporte largement contre Tambov (4-0) pour s'éloigner de la zone de relégation directe,.
Le tour suivant voit cette fois l'ensemble du trio de tête s'imposer, le Zénith et le Lokomotiv Moscou remportant de larges victoires contre les relégables du Rotor Volgograd (6-0) et du FK Tambov (5-2) tandis que le Spartak sort vainqueur du derby face au CSKA (1-0). Juste derrière, dans la lutte pour la dernière place européenne, le Rubin Kazan et le Dynamo Moscou s'inclinent face à Krasnodar (0-1) et Khimki (0-1) alors que Sotchi s'impose sur la pelouse d'Oufa (3-2). Quatre équipes se retrouvent ainsi à 46 points, à quatre unités du podium, le Rubin occupant la quatrième position au regard des autres critères de classement. Les deux autres rencontres de ce tour voient quant à elles l'Akhmat Grozny et l'Oural Iekaterinbourg se tenir en échec (1-1) tandis que l'Arsenal Toula s'incline à Rostov (0-1).
Choc au sommet de la vingt-huitième manche, la confrontation entre le Zénith Saint-Pétersbourg et le Lokomotiv Moscou tourne rapidement à l'avantage du leader qui bat lourdement son dauphin (6-1) et s'assure dans la foulée son troisième titre de champion d'affilée, comptant une avance minimale de huit points sur son plus proche poursuivant avec deux matchs restants. Le Spartak Moscou profite pour sa part de ce résultat pour récupérer la deuxième place après sa victoire à Toula (2-1). Concernant la lutte pour la quatrième position, le Rubin Kazan et Sotchi sortent tous deux victorieux du Dynamo Moscou (2-0) et de Krasnodar (3-1) et creusent l'écart avec les deux autres équipes moscovites, le CSKA étant quant à lui tenu en échec par Oufa (1-1). À l'autre bout du classement, le Rotor Volgograd s'impose face à l'Akhmat Grozny (1-0) et revient dans la zone des barrages. Battu par Rostov (0-2), le FK Tambov devient quant à lui le premier club relégué avec un retard de huit points sur le maintien. Dans la foulée, son directeur sportif confirme le retrait de l'équipe de toutes les compétitions professionnelles pour la saison prochaine,.
L'avant-dernier tour est notamment marqué par le derby moscovite entre le Lokomotiv et le Dynamo, qui s'achève par un résultat nul et vierge (0-0). Ce résultat a pour principales conséquences d'éliminer définitivement le Dynamo de la lutte pour l'Europe ainsi que de pénaliser les chocs du Lokomotiv d'accrocher la deuxième position, accusant alors un retard de trois points après la victoire du Spartak Moscou contre Khimki (2-1). Parmi les autres prétendants aux qualifications européennes, le Rubin Kazan, Sotchi et le CSKA Moscou sortent chacun vainqueurs, respectivement de l'Arsenal Toula (4-2), du Rotor Volgograd (2-1) et de Krasnodar (3-1). Dans la zone de relégation, Oufa tient en échec le Zénith Saint-Pétersbourg (0-0) et prend la place de barragiste du Rotor Volgograd qui tombe en avant-dernière position.
Peu avant la dernière journée du championnat, la victoire du Lokomotiv Moscou en finale de la Coupe de Russie permet à ces derniers de s'assurer au minimum une place dans la Ligue Europa 2021-2022. En championnat, elle a ainsi pour principale conséquence de rendre la cinquième position, alors occupée par Sotchi, qualificative pour la Ligue Europa Conférence. De l'autre côté du classement, la non-obtention d'une licence de première division par Orenbourg et l'Alania Vladikavkaz, qui ont tous les deux finis dans les places de promotion mais ne peuvent donc pas monter, amène à l'annulation des barrages de relégation.
La dernière manche ne donne finalement lieu à aucun changement au classement. En obtenant le match sur la pelouse de l'Akhmat Grozny (2-2), le Spartak Moscou assure sa place de dauphin malgré la victoire du Lokomotiv contre l'Oural Iekaterinbourg (1-0). Tandis que le Rubin Kazan et Sotchi sont tenus en échec par le Rotor Volgograd (1-1) et Khimki (0-0), le CSKA Moscou est quant à lui battu par le Dynamo et échoue à profiter de ces deux contre-performances (2-3). Dans le bas de classement, la victoire d'Oufa face à l'Arsenal Toula (2-1) sauve les Oufiens et entérine la relégation du Rotor Volgograd qui termine avant-dernier. Auteur d'un quadruplé avec le Zénith Saint-Pétersbourg contre Tambov (5-1), Artyom Dziouba termine la saison en tant que meilleur buteur avec un total de 20 buts marqués, soit un de plus que son coéquipier Sardar Azmoun avec qui il avait partagé ce titre la saison précédente.

## Statistiques

### Leader par journée
La frise suivante montre l'évolution des équipes ayant successivement occupé la première place :
|     | ——         | ——         | ——         | ——         | ——  | ——         | ——         | ——         | ——         | ——         | ——  | ——          | ——          | ——          | ——                       | ——                       | ——                       | ——                       | ——                       | ——                       | ——                       | ——                       | ——                       | ——                       | ——                       | ——                       | ——                       | ——                       | ——                       | —— |  |
| KRA | Zénith S-P | Zénith S-P | Zénith S-P | Zénith S-P | SPA | Zénith S-P | Zénith S-P | Zénith S-P | Zénith S-P | Zénith S-P | SPA | CSKA Moscou | CSKA Moscou | CSKA Moscou | Zénith Saint-Pétersbourg | Zénith Saint-Pétersbourg | Zénith Saint-Pétersbourg | Zénith Saint-Pétersbourg | Zénith Saint-Pétersbourg | Zénith Saint-Pétersbourg | Zénith Saint-Pétersbourg | Zénith Saint-Pétersbourg | Zénith Saint-Pétersbourg | Zénith Saint-Pétersbourg | Zénith Saint-Pétersbourg | Zénith Saint-Pétersbourg | Zénith Saint-Pétersbourg | Zénith Saint-Pétersbourg | Zénith Saint-Pétersbourg |    |  |
|     |            |            |            |            |     |            |            |            |            |            |     |             |             |             |                          |                          |                          |                          |                          |                          |                          |                          |                          |                          |                          |                          |                          |                          |                          |    |  |
|     |            |            |            |            |     |            |            |            |            |            |     |             |             |             |                          |                          |                          |                          |                          |                          |                          |                          |                          |                          |                          |                          |                          |                          |                          |    |  |
| 1   | 2          | 3          | 4          | 5          | 6   | 7          | 8          | 9          | 10         | 11         | 12  | 13          | 14          | 15          | 16                       | 17                       | 18                       | 19                       | 20                       | 21                       | 22                       | 23                       | 24                       | 25                       | 26                       | 27                       | 28                       | 29                       | 30                       |    |  |

### Lanterne rouge par journée
La frise suivante montre l'évolution des équipes ayant successivement occupé la dernière place :
|     | ——  | ——              | ——              | ——              | ——              | ——              | ——              | ——              | ——              | ——              | ——      | ——      | ——      | ——      | ——    | ——    | ——    | ——        | ——        | ——        | ——        | ——        | ——        | ——        | ——        | ——        | ——        | ——        | ——        | —— |  |
| OUF | TAM | Rotor Volgograd | Rotor Volgograd | Rotor Volgograd | Rotor Volgograd | Rotor Volgograd | Rotor Volgograd | Rotor Volgograd | Rotor Volgograd | Rotor Volgograd | FK Oufa | FK Oufa | FK Oufa | FK Oufa | Rotor | Rotor | Rotor | FK Tambov | FK Tambov | FK Tambov | FK Tambov | FK Tambov | FK Tambov | FK Tambov | FK Tambov | FK Tambov | FK Tambov | FK Tambov | FK Tambov |    |  |
|     |     |                 |                 |                 |                 |                 |                 |                 |                 |                 |         |         |         |         |       |       |       |           |           |           |           |           |           |           |           |           |           |           |           |    |  |
|     |     |                 |                 |                 |                 |                 |                 |                 |                 |                 |         |         |         |         |       |       |       |           |           |           |           |           |           |           |           |           |           |           |           |    |  |
| 1   | 2   | 3               | 4               | 5               | 6               | 7               | 8               | 9               | 10              | 11              | 12      | 13      | 14      | 15      | 16    | 17    | 18    | 19        | 20        | 21        | 22        | 23        | 24        | 25        | 26        | 27        | 28        | 29        | 30        |    |  |

### Domicile et extérieur
| Rang | Équipe                   | Pts | J  | G  | N | P  | Bp | Bc | Diff |
| ---- | ------------------------ | --- | -- | -- | - | -- | -- | -- | ---- |
| 1    | Zénith Saint-Pétersbourg | 40  | 15 | 13 | 1 | 1  | 53 | 13 | +40  |
| 2    | Lokomotiv Moscou         | 35  | 15 | 11 | 2 | 2  | 24 | 9  | +15  |
| 3    | FK Sotchi                | 34  | 15 | 10 | 4 | 1  | 31 | 12 | +19  |
| 4    | Dynamo Moscou            | 32  | 15 | 10 | 2 | 3  | 27 | 10 | +17  |
| 5    | Spartak Moscou           | 30  | 15 | 9  | 3 | 3  | 31 | 16 | +15  |
| 6    | FK Khimki                | 29  | 15 | 9  | 2 | 4  | 17 | 13 | +4   |
| 7    | CSKA Moscou              | 28  | 15 | 8  | 4 | 3  | 31 | 17 | +14  |
| 8    | FK Krasnodar             | 25  | 15 | 7  | 4 | 4  | 34 | 22 | +12  |
| 9    | Akhmat Grozny            | 25  | 15 | 7  | 4 | 4  | 23 | 15 | +8   |
| 10   | Oural Iekaterinbourg     | 24  | 15 | 6  | 6 | 3  | 14 | 11 | +3   |
| 11   | Arsenal Toula            | 22  | 15 | 6  | 4 | 5  | 22 | 20 | +2   |
| 12   | Rubin Kazan              | 22  | 15 | 6  | 4 | 5  | 18 | 17 | +1   |
| 13   | FK Rostov                | 18  | 15 | 6  | 2 | 7  | 18 | 16 | +2   |
| 14   | FK Oufa                  | 13  | 15 | 3  | 4 | 8  | 15 | 19 | -4   |
| 15   | Rotor Volgograd          | 11  | 15 | 3  | 2 | 10 | 5  | 23 | -18  |
| 16   | FK Tambov                | 8   | 15 | 2  | 2 | 11 | 11 | 29 | -18  |

| Rang | Équipe                   | Pts | J  | G  | N | P  | Bp | Bc | Diff |
| ---- | ------------------------ | --- | -- | -- | - | -- | -- | -- | ---- |
| 1    | Rubin Kazan              | 31  | 15 | 10 | 1 | 4  | 24 | 16 | +8   |
| 2    | Spartak Moscou           | 27  | 15 | 8  | 3 | 4  | 25 | 21 | +4   |
| 3    | Zénith Saint-Pétersbourg | 25  | 15 | 6  | 7 | 2  | 23 | 13 | +10  |
| 4    | FK Rostov                | 23  | 15 | 7  | 2 | 6  | 19 | 19 | 0    |
| 5    | CSKA Moscou              | 22  | 15 | 7  | 1 | 7  | 20 | 16 | +4   |
| 6    | Lokomotiv Moscou         | 21  | 15 | 6  | 3 | 6  | 21 | 26 | -5   |
| 7    | FK Sotchi                | 19  | 15 | 5  | 4 | 6  | 18 | 21 | -3   |
| 8    | Dynamo Moscou            | 18  | 15 | 5  | 3 | 7  | 17 | 23 | -6   |
| 9    | FK Krasnodar             | 16  | 15 | 5  | 1 | 9  | 18 | 22 | -4   |
| 10   | FK Khimki                | 16  | 15 | 4  | 4 | 7  | 18 | 26 | -8   |
| 11   | Akhmat Grozny            | 15  | 15 | 4  | 3 | 8  | 13 | 23 | -10  |
| 12   | FK Oufa                  | 12  | 15 | 3  | 3 | 9  | 11 | 27 | -16  |
| 13   | Rotor Volgograd          | 11  | 15 | 2  | 5 | 8  | 10 | 29 | -19  |
| 14   | Oural Iekaterinbourg     | 10  | 15 | 1  | 7 | 7  | 12 | 25 | -13  |
| 15   | FK Tambov                | 5   | 15 | 1  | 2 | 12 | 8  | 36 | -28  |
| 16   | Arsenal Toula            | 1   | 15 | 0  | 1 | 14 | 6  | 31 | -25  |

### Évolution du classement
Le tableau suivant récapitule le classement au terme de chacune des journées définies par le calendrier officiel, les matchs joués en retard sont pris en compte la journée suivante. Les équipes ayant un ou plusieurs matchs en retard sont indiqués en gras et italique.
| Journée → | 1  | 2  | 3  | 4  | 5  | 6  | 7  | 8  | 9  | 10 | 11 | 12 | 13 | 14 | 15 | 16 | 17 | 18 | 19 | 20 | 21 | 22 | 23 | 24 | 25 | 26 | 27 | 28 | 29 | 30 | 1er | Barr. | Rel. |
| Équipe    |    |    |    |    |    |    |    |    |    |    |    |    |    |    |    |    |    |    |    |    |    |    |    |    |    |    |    |    |    |    |     |       |      |
| --------- | -- | -- | -- | -- | -- | -- | -- | -- | -- | -- | -- | -- | -- | -- | -- | -- | -- | -- | -- | -- | -- | -- | -- | -- | -- | -- | -- | -- | -- | -- | --- | ----- | ---- |
| Akhmat    | 9  | 13 | 8  | 6  | 5  | 7  | 9  | 10 | 10 | 10 | 10 | 10 | 9  | 7  | 7  | 6  | 8  | 10 | 10 | 11 | 11 | 11 | 11 | 11 | 11 | 10 | 11 | 11 | 10 | 11 |     | 1     |      |
| Arsenal   | 9  | 11 | 14 | 13 | 11 | 13 | 14 | 12 | 12 | 12 | 11 | 12 | 13 | 12 | 13 | 13 | 13 | 13 | 14 | 14 | 15 | 14 | 14 | 14 | 13 | 13 | 13 | 13 | 13 | 14 |     | 20    | 1    |
| CSKA      | 2  | 2  | 5  | 8  | 10 | 5  | 4  | 3  | 4  | 3  | 3  | 2  | 1  | 1  | 1  | 2  | 3  | 3  | 2  | 2  | 2  | 3  | 5  | 4  | 4  | 5  | 6  | 6  | 6  | 6  | 3   |       |      |
| Dynamo    | 2  | 5  | 2  | 5  | 4  | 4  | 5  | 5  | 9  | 6  | 8  | 5  | 4  | 4  | 4  | 5  | 4  | 5  | 6  | 6  | 5  | 7  | 6  | 5  | 6  | 6  | 7  | 7  | 7  | 7  |     |       |      |
| Khimki    | 12 | 14 | 15 | 15 | 15 | 15 | 15 | 15 | 14 | 14 | 14 | 14 | 14 | 14 | 12 | 12 | 12 | 11 | 11 | 10 | 10 | 10 | 9  | 9  | 8  | 8  | 8  | 8  | 8  | 8  |     | 7     | 6    |
| Krasnodar | 1  | 6  | 4  | 7  | 9  | 9  | 7  | 6  | 7  | 8  | 7  | 8  | 10 | 10 | 9  | 10 | 9  | 8  | 7  | 8  | 9  | 8  | 10 | 10 | 10 | 11 | 10 | 10 | 11 | 10 | 1   |       |      |
| Lokomotiv | 2  | 3  | 3  | 4  | 7  | 8  | 10 | 8  | 6  | 5  | 4  | 4  | 7  | 8  | 8  | 7  | 6  | 7  | 8  | 7  | 6  | 4  | 3  | 3  | 3  | 2  | 2  | 3  | 3  | 3  |     |       |      |
| Oufa      | 16 | 8  | 9  | 11 | 13 | 12 | 13 | 14 | 15 | 15 | 15 | 16 | 16 | 16 | 16 | 15 | 14 | 14 | 15 | 15 | 14 | 15 | 15 | 15 | 15 | 14 | 14 | 15 | 14 | 13 |     | 10    | 16   |
| Oural     | 12 | 10 | 12 | 10 | 12 | 11 | 11 | 11 | 11 | 11 | 13 | 13 | 11 | 11 | 11 | 11 | 11 | 12 | 12 | 12 | 12 | 12 | 12 | 12 | 12 | 12 | 12 | 12 | 12 | 12 |     | 2     |      |
| Rostov    | 6  | 7  | 10 | 9  | 6  | 6  | 8  | 7  | 3  | 7  | 5  | 6  | 5  | 6  | 5  | 4  | 5  | 4  | 5  | 5  | 7  | 9  | 7  | 8  | 9  | 9  | 9  | 9  | 9  | 9  |     |       |      |
| Rotor     | 12 | 15 | 16 | 16 | 16 | 16 | 16 | 16 | 16 | 16 | 16 | 15 | 15 | 15 | 15 | 16 | 16 | 16 | 13 | 13 | 13 | 13 | 13 | 13 | 14 | 15 | 15 | 14 | 15 | 15 |     | 8     | 21   |
| Rubin     | 12 | 12 | 13 | 12 | 8  | 10 | 6  | 9  | 8  | 9  | 9  | 9  | 8  | 9  | 10 | 9  | 10 | 9  | 9  | 9  | 8  | 6  | 8  | 6  | 5  | 4  | 4  | 4  | 4  | 4  |     | 1     |      |
| Sotchi    | 7  | 9  | 6  | 3  | 3  | 3  | 2  | 4  | 5  | 4  | 6  | 7  | 6  | 5  | 6  | 8  | 7  | 6  | 4  | 3  | 4  | 5  | 4  | 7  | 7  | 7  | 5  | 5  | 5  | 5  |     |       |      |
| Spartak   | 8  | 4  | 7  | 2  | 2  | 1  | 3  | 2  | 2  | 2  | 2  | 1  | 3  | 3  | 3  | 3  | 2  | 2  | 3  | 4  | 3  | 2  | 2  | 2  | 2  | 3  | 3  | 2  | 2  | 2  | 2   |       |      |
| Tambov    | 11 | 16 | 11 | 14 | 14 | 14 | 12 | 13 | 13 | 13 | 12 | 11 | 12 | 13 | 14 | 14 | 15 | 15 | 16 | 16 | 16 | 16 | 16 | 16 | 16 | 16 | 16 | 16 | 16 | 16 |     | 9     | 15   |
| Zénith    | 2  | 1  | 1  | 1  | 1  | 2  | 1  | 1  | 1  | 1  | 1  | 3  | 2  | 2  | 2  | 1  | 1  | 1  | 1  | 1  | 1  | 1  | 1  | 1  | 1  | 1  | 1  | 1  | 1  | 1  | 24  |       |      |

## Distinctions individuelles
| Rang | Joueur              | Club                     | Buts | Pen. | Min./but |
| ---- | ------------------- | ------------------------ | ---- | ---- | -------- |
| 1    | Artyom Dziouba      | Zénith Saint-Pétersbourg | 20   | 3    | 112,75   |
| 2    | Sardar Azmoun       | Zénith Saint-Pétersbourg | 19   | 3    | 91,53    |
| 3    | Jordan Larsson      | Spartak Moscou           | 15   | 1    | 168,13   |
| 4    | Đorđe Despotović    | Rubin Kazan              | 14   | 3    | 142,14   |
| 5    | Aleksandr Sobolev   | Spartak Moscou           | 14   | 5    | 108,57   |
| 6    | Christian Noboa     | FK Sotchi                | 12   | 6    | 181,25   |
| 7    | Nikola Vlašić       | CSKA Moscou              | 11   | 3    | 205,55   |
| 8    | Ezequiel Ponce      | Spartak Moscou           | 9    | 0    | 175,33   |
| 8    | Anton Zabolotny     | FK Sotchi                | 9    | 0    | 218      |
| 10   | Marcus Berg         | FK Krasnodar             | 9    | 1    | 179,22   |
| 10   | Vladimir Iline (en) | Akhmat Grozny            | 9    | 1    | 225,44   |
| 10   | Grzegorz Krychowiak | Lokomotiv Moscou         | 9    | 1    | 251,22   |

| Rang | Joueur                 | Club                     | Passes |
| ---- | ---------------------- | ------------------------ | ------ |
| 1    | Douglas Santos         | Zénith Saint-Pétersbourg | 7      |
| 1    | Christian Noboa        | FK Sotchi                | 7      |
| 3    | Artyom Dziouba         | Zénith Saint-Pétersbourg | 6      |
| 4    | Nikola Vlašić          | CSKA Moscou              | 5      |
| 4    | Sebastian Szymański    | Dynamo Moscou            | 5      |
| 4    | Ilia Kukharchuk (en)   | FK Khimki                | 5      |
| 4    | Viktor Claesson        | FK Krasnodar             | 5      |
| 4    | Anton Mirantchouk      | Lokomotiv Moscou         | 5      |
| 4    | Rifat Jemaletdinov     | Lokomotiv Moscou         | 5      |
| 4    | Oleh Danchenko (en)    | FK Oufa                  | 5      |
| 4    | Alekseï Ionov          | FK Rostov FK Krasnodar   | 5      |
| 4    | Soltmurad Bakaïev (en) | Rubin Kazan              | 5      |
| 4    | Timofeï Margassov (en) | FK Sotchi                | 5      |
| 4    | Zelimkhan Bakaïev      | Spartak Moscou           | 5      |
| 4    | Alex Král              | Spartak Moscou           | 5      |
| 4    | Jordan Larsson         | Spartak Moscou           | 5      |

### Récompenses mensuelles
| Mois      | Joueur du mois        | Joueur du mois           | Entraîneur du mois  | Entraîneur du mois | But du mois        | But du mois    | But du mois                                   |
| Mois      | Joueur                | Club                     | Entraîneur          | Club               | Joueur             | Club           | Adversaire                                    |
| --------- | --------------------- | ------------------------ | ------------------- | ------------------ | ------------------ | -------------- | --------------------------------------------- |
| Août      | Konstantin Kuchayev   | CSKA Moscou              | Domenico Tedesco    | Spartak Moscou     | Nikola Vlašić      | CSKA Moscou    | Zénith Saint-Pétersbourg (1-1, 19 août 2020)  |
| Septembre | Artyom Dziouba        | Zénith Saint-Pétersbourg | Domenico Tedesco    | Spartak Moscou     | Arshak Koryan (en) | FK Khimki      | FK Krasnodar (2-1, 18 septembre 2020)         |
| Octobre   | Nikola Vlašić         | CSKA Moscou              | Viktor Goncharenko  | CSKA Moscou        | Anton Zabolotny    | FK Sotchi      | FK Rostov (3-2, 4 octobre 2020)               |
| Novembre  | Khoren Bayramyan (en) | FK Rostov                | Igor Tcherevtchenko | FK Khimki          | Roman Zobnine      | Spartak Moscou | Dynamo Moscou (1-1, 21 novembre 2020)         |
| Décembre  | Ilya Kukharchuk (en)  | FK Khimki                | Igor Tcherevtchenko | FK Khimki          | Christian Noboa    | FK Sotchi      | Spartak Moscou (1-0, 12 décembre 2020)        |
| Mars      | Aleksandr Sobolev     | Spartak Moscou           | Marko Nikolić       | Lokomotiv Moscou   | Denis Makarov      | Rubin Kazan    | Zénith Saint-Pétersbourg (2-1, 8 mars 2021)   |
| Avril     | Grzegorz Krychowiak   | Lokomotiv Moscou         | Marko Nikolić       | Lokomotiv Moscou   | Alekseï Ionov      | FK Krasnodar   | Zénith Saint-Pétersbourg (2-0, 17 avril 2021) |
| Mai       | Ilia Lantratov (en)   | FK Khimki                | Leonid Sloutski     | Rubin Kazan        | Arsen Zakharyan    | Dynamo Moscou  | CSKA Moscou (3-2, 16 mai 2021)                |

### Récompenses de la saison
La liste suivante détaille les différentes distinctions individuelles distribuées à l'issue de la saison par la Première Ligue russe.
- Meilleur entraîneur[99] :  Sergueï Semak (Zénith Saint-Pétersbourg)
- Meilleur joueur[100] :  Sardar Azmoun (Zénith Saint-Pétersbourg)
- Meilleur gardien de but[101] :  Guilherme Marinato (Lokomotiv Moscou)
- Meilleur jeune joueur[102] :  Khvicha Kvaratskhelia (Rubin Kazan)
- Meilleur but[103] :  Denis Makarov (Rubin Kazan) contre le Zénith Saint-Pétersbourg (2-1, 8 mars 2021)

### Liste des 33 meilleurs joueurs
À l'issue de la saison, la fédération russe de football désigne les 33 meilleurs joueurs du championnat (ru).
Gardien
1. Iouri Dioupine (Rubin Kazan)
2. Ilia Lantratov (en) (FK Khimki)
3. Igor Akinfeïev (CSKA Moscou)

Arrière droit
1. Mário Fernandes (CSKA Moscou)
2. Viatcheslav Karavaïev (Zénith Saint-Pétersbourg)
3. Dmitri Rybtchinski (Lokomotiv Moscou)

Défenseur central droit
1. Vedran Ćorluka (Lokomotiv Moscou)
2. Dejan Lovren (Zénith Saint-Pétersbourg)
3. Samuel Gigot (Spartak Moscou)

Défenseur central gauche
1. Yaroslav Rakitskiy (Zénith Saint-Pétersbourg)
2. Gueorgui Djikiya (Spartak Moscou)
3. Pablo (Lokomotiv Moscou)

Arrière gauche
1. Douglas Santos (Zénith Saint-Pétersbourg)
2. Ilia Samochnikov (Rubin Kazan)
3. Ayrton Lucas (Spartak Moscou)

Milieu droit
1. Denis Makarov (Rubin Kazan)
2. Malcom (Zénith Saint-Pétersbourg)
3. Wanderson (FK Krasnodar)

Milieu central droit
1. Christian Noboa (FK Sotchi)
2. Wílmar Barrios (Zénith Saint-Pétersbourg)
3. Wendel (Zénith Saint-Pétersbourg)

Milieu central gauche
1. Grzegorz Krychowiak (Lokomotiv Moscou)
2. Nikola Vlašić (CSKA Moscou)
3. Magomed Ozdoïev (Zénith Saint-Pétersbourg)

Milieu gauche
1. Khvicha Kvaratskhelia (Rubin Kazan)
2. Danil Lesovoï (Dynamo Moscou)
3. Chidera Ejuke (CSKA Moscou)

Attaquant droit
1. Artyom Dziouba (Zénith Saint-Pétersbourg)
2. Đorđe Despotović (Rubin Kazan)
3. Aleksandr Sobolev (Spartak Moscou)

Attaquant gauche
1. Sardar Azmoun (Zénith Saint-Pétersbourg)
2. Jordan Larsson (Spartak Moscou)
3. Fiodor Smolov (Lokomotiv Moscou)

## Clubs engagés dans les compétitions de l'UEFA
| Club                     | Compétition         | Résultat                    | Ultime(s) adversaire(s) | Ultime(s) adversaire(s) | Ultime(s) adversaire(s) |
| ------------------------ | ------------------- | --------------------------- | ----------------------- | ----------------------- | ----------------------- |
| Zénith Saint-Pétersbourg | Ligue des champions | Phase de groupes (Groupe F) | Borussia Dortmund       | SS Lazio                | Club Bruges KV          |
| Lokomotiv Moscou         | Ligue des champions | Phase de groupes (Groupe A) | Bayern Munich           | Atlético de Madrid      | Red Bull Salzbourg      |
| FK Krasnodar             | Ligue des champions | Phase de groupes (Groupe E) | Chelsea FC              | Séville FC              | Stade rennais FC        |
| FK Krasnodar             | Ligue Europa        | Seizièmes de finale         | Dinamo Zagreb           | Dinamo Zagreb           | Dinamo Zagreb           |
| CSKA Moscou              | Ligue Europa        | Phase de groupes (Groupe K) | Dinamo Zagreb           | Wolfsberger AC          | Feyenoord Rotterdam     |
| FK Rostov                | Ligue Europa        | 3e tour de qualification    | Maccabi Haïfa           | Maccabi Haïfa           | Maccabi Haïfa           |
| Dynamo Moscou            | Ligue Europa        | 2e tour de qualification    | Lokomotiv Tbilissi      | Lokomotiv Tbilissi      | Lokomotiv Tbilissi      |

## Bilan de la saison
| Championnat de Russie de football 2020-2021 |                                     |
| Champion                                    | Zénith Saint-Pétersbourg (7e titre) |
| Coupes et trophées                          |                                     |
| Vainqueur de la Coupe de Russie 2020-2021   | Lokomotiv Moscou                    |
| Qualifications continentales                |                                     |
| Ligue des champions 2021-2022               | Zénith Saint-Pétersbourg            |
| Ligue des champions 2021-2022               | Spartak Moscou                      |
| Ligue Europa 2021-2022                      | Lokomotiv Moscou                    |
| Ligue Europa Conférence 2021-2022           | Rubin Kazan                         |
| Ligue Europa Conférence 2021-2022           | FK Sotchi                           |
| Promotions et relégations                   |                                     |
| Promus en première division                 | Krylia Sovetov Samara               |
| Promus en première division                 | FK Nijni Novgorod                   |
| Relégués en deuxième division               | Rotor Volgograd                     |
| Relégués en deuxième division               | FK Tambov                           |